# دراو
۲۴°۲۴′۰۰″شمالی ۳۲°۵۵′۰۰″شرقی / ۲۴٫۴°شمالی ۳۲٫۹۱۶۶۶۷°شرقی

دراو شهر و شهرستانی در استان اسوان مصر است. 

## منبع
ویکی‌پدیای عربی، ۲۱ مارس ۲۰۰۷.